# 渡辺広康
渡辺 広康（わたなべ ひろやす、1934年5月2日 - 2004年1月11日）は、日本の実業家。元東京佐川急便社長。自民党や二子山部屋などのタニマチとしても知られる。

## 来歴
新潟県北魚沼郡堀之内町（現魚沼市）で出生。1963年、渡辺運輸を設立。
1980年代に入ると佐川急便の東京進出に伴い、業務提携の後、佐川急便の系列下として東京佐川急便を設立し社長となる。
社員に労働基準法を無視した超長時間労働を強いる一方、巨額の金を自民党の有力政治家をはじめ、読売ジャイアンツの選手やOB、橋幸夫などの芸能人、二子山部屋を中心とした力士たちに気前良く配るタニマチとして知られた。
1986年、暴力団・稲川会会長石井進と住友銀行による平和相互銀行乗っ取りに協力して多額の報酬を手にし、岩間カントリークラブ開発の所有権を得る。また渡辺は石井にトラブルの処理を何度も頼んだことがあり、その謝礼として石井のゴルフ場開発会社の資金調達のための銀行融資の際に数億円の債務保証をした。翌1987年には、竹下登の腹心金丸信に頼まれ、かねてより懇意の石井に頼み右翼団体のほめ殺しをやめさせる工作を行い、竹下の総理就任を実現した。
その後、巨額の債務保証を稲川会のために繰り返し行うようになり、会社は倒産へと向かう。
1990年7月、佐川急便が事業展開していた中華人民共和国を訪れて日中友好協会の孫平化との会見で金丸信の北朝鮮訪問に向けた協力を要請し、同年8月に金丸も訪中して翌9月に訪朝を実現した。
1992年、指定暴力団稲川会系企業などに返済の見込みがないのに約400億円の融資や債務保証をして損害を会社に与えたとして、商法の特別背任容疑で逮捕された。いわゆる東京佐川急便事件である。
その後2003年3月に最高裁で懲役7年が確定したが、刑の執行は停止されていた。その1年後に69歳で病没した。
なお、1992年2月の第123回国会予算委員会の議事録によると新日本プロレスリング社長アントニオ猪木参議院議員及び猪木が経営するアントン牧場、元広島東洋カープ監督古葉竹識が経営するテイクワン（ゴルフ場開発会社）にも東京佐川急便から巨額の金が流れていた。